# Moovit
Moovit és una aplicació de transport públic i un servei de mapes desenvolupat per la companyia israeliana de programari Moovit Inc. La app inclou planificació de viatges, horaris de sortida i arribada en viu, itineraris actualitzats, mapes de parades i estacions locals, alertes de serveis, i avisos que podrien afectar algun viatge. Actualment està disponible per a dispositius mòbils Android, iOS, i Windows Phone, i té una versió web. Moovit és l'aplicació de transport públic més utilitzada al món, amb més de 70 milions d'usuaris a tot el món, i present més de 1.500 ciutats, en 77 països, i 47 idiomes.

## Visió general
Moovit ofereix informació del transport públic navegació GPS a través de diferents tipus de transport, incloent autobusos, transbordadors, metres, trens, tramvies, i trolebusos. Els usuaris poden accedir un mapa en viu, i observar les estacions i parades properes basats en la seva ubicació GPS actual, així com planificar viatges a través de diferents mitjans de transport basats en informació en temps real L'aplicació difereix de les aplicacions de transport públic tradicionals en ser dirigida per la comunitat i integrar informació oficial de transport públic dels operadors amb dades en temps real recol·lectats pels usuaris via crowdsourcing. El març de 2014, Moovit es va convertir en el primer proveïdor a crear informació de trànsit per a àrees en les quals no existeix informació oficial disponible (o on les agències locals de transport no l'ofereixen a desenvolupadors) en crear un "editor comunitari" i permetre a editors voluntaris generar informació sobre mapes i itineraris per ser carregada a la app de Moovit.
En transportar-se amb la funció de 'Adreces en viu' activada, els usuaris poden transmetre les seves dades velocitat i ubicació a Moovit passiva i anònimament. Llavors, Moovit integra aquesta informació provinent del crowdsourcing amb horaris de transport públic per millorar els resultats dels plans de viatge basat en condicions actuals, i comparteix aquesta informació amb la comunitat d'usuaris. A més de compartir dades passivament, els usuaris poden enviar reportis activament, incloent raons per a retards, congestionamiento, satisfacció amb el seu conductor d'autobús, i disponibilitat de wifi.
Moovit està disponible en més de 1500 ciutats a través de 77 països al voltant del món, incloent Barcelona, Bogotà, Ciutat del Cap, Istanbul, Londres, Los Angeles, Madrid, Mèxic D.F., Nova York, París, Rio de Janeiro, Roma, São Paulo, Santiago de Xile, Sydney, Tel-Aviv, i Toronto. L'aplicació és gratis per a dispositius mòbils amb Android, iOS, i Windows Phone.
Moovit utilitza OpenStreetMap, un projecte col·laboratiu l'objectiu del qual és crear un mapa editable gratuït del món basat en la Llicència Oberta de Bases de dades.
La companyia va llançar el seu primer Informe Mundial d'Ús del Transport Públic anual al desembre de 2016, el qual recopila dades de 50 milions de viatges en 47 ciutats a través d'Amèrica, Àsia i Europa. Aquest informe va revelar les ciutats amb els temps de viatge més llargs i més curts, i les distàncies que les persones caminen en els seus viatges.

## Premis
Moovit ha rebut molts premis, incloent:
- MTA App Quest 2013 Popular Choice Award.[13]
- Millor aplicació mòbil en la Smart Cities Expo World Conference 2013.[14]
- Una de les deu Start Ups a Israel amb l'inici més prometedor, realitzat per Ernst i Young.[15]
- Els Premis GeekTime 2014 a la Millor Startup Mòbil i a la Millor Startup en general.[16]
- Premio Atles a la Millor Start-Up israeliana.[17]
- Premi GeekTime Geek 2016 a la Millor Startup Mòbil israelià.[18]
- Premi Google Play a la Millor App Local 2016 a EUA, Canadà, Amèrica del Nord i Orient Mitjà, i Hong Kong[19]

Moovit va ser seleccionada per l'Alcaldia de Rio de Janeiro com la app oficial de trànsit dels Jocs Olímpics d'Estiu de 2016, i va col·laborar amb la app de la UEFA Euro 2016, per ajudar els seguidors del futbol a transportar-se durant l'Eurocopa 2016.